# Krąpiel (powiat stargardzki)
Krąpiel – osada w Polsce położona w województwie zachodniopomorskim, w powiecie stargardzkim, w gminie Stargard.
W latach 1975–1998 miejscowość administracyjnie należała do województwa szczecińskiego.
Miejscowość (owalnica), znana jako najstarsze lenno rodziny Wedel, położona jest na terenach bezleśnych. Leży niedaleko parku, gdzie znajduje się wiele pomników przyrody oraz trzy jeziora.
W osadzie istnieje drużyna Pomorzanin Krąpiel grająca w klasie A, gr. 2.

## Obiekty turystyczne[3]
- Pałac z przełomu XIX i XX w., piętrowy, neorenesansowy z cylindryczną basztą nakrytą cebulastym hełmem, a przy nim rozległy park[4];
- Zabudowania folwarczne z końca XIX w.
- kościół pw. św. Maksymiliana Marii Kolbego z II połowy XIII w. z ciosów granitowych, bezwieżowy, duże kamienne prezbiterium, portale ostrołukowe i ceglany szczyt zdobiony odbudowanymi w 1983 blendami. Kościół został zniszczony w 1945; odbudowany z ruiny w 1980. Dokoła kościoła zabytkowy mur cmentarny z dwiema bramkami
- Pomnik przyrody: głaz narzutowy o obwodzie 8 metrów (przed kościołem)